# 春琴堂書店

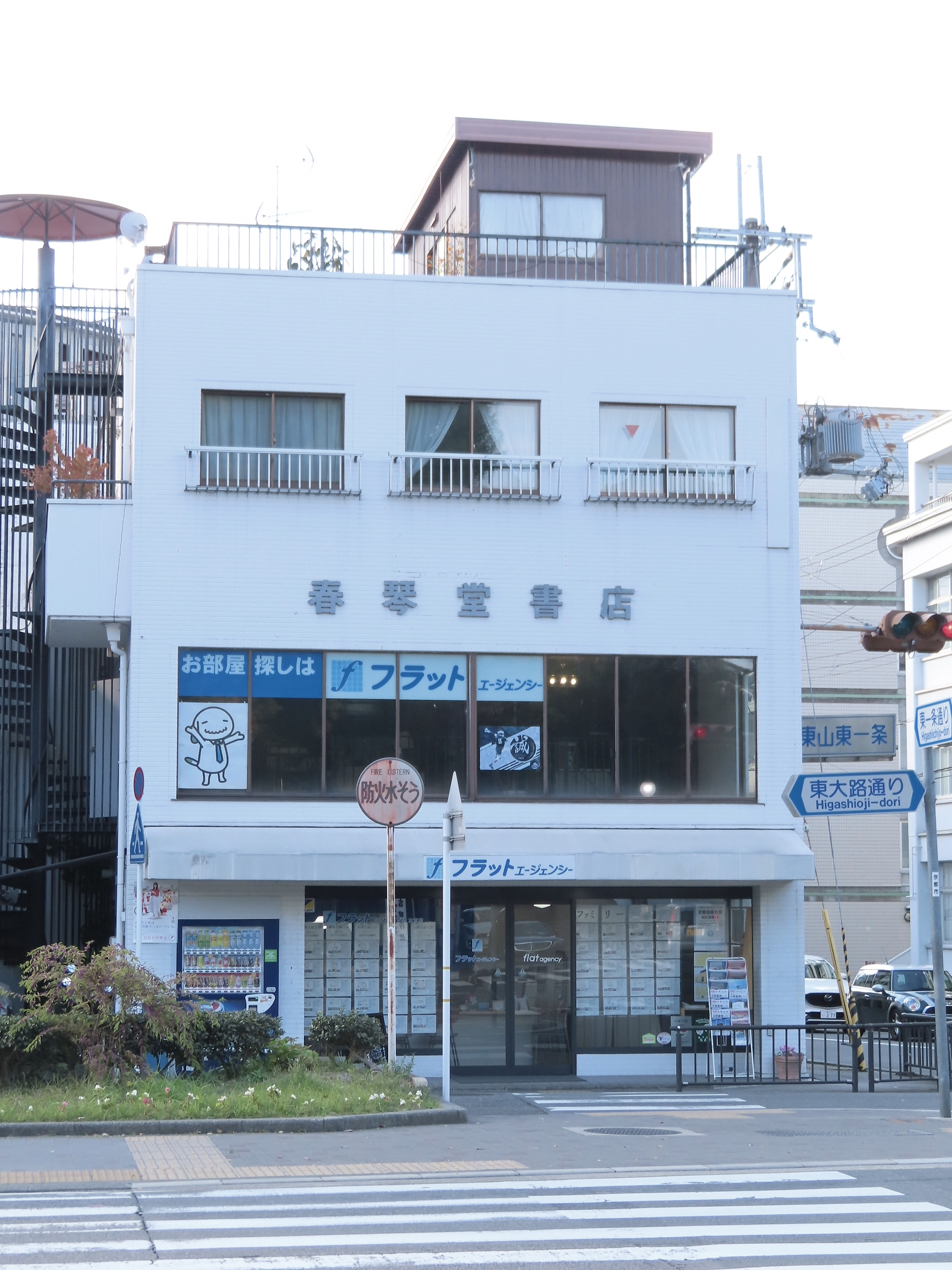
2021年11月現在の春琴堂書店

春琴堂書店（しゅんきんどうしょてん）は、京都府京都市左京区吉田牛ノ宮町3にあった新刊書店。谷崎潤一郎家の女中として働いた経験のあった久保一枝とその夫が創業した店であったため、谷崎が店名を命名し、本の注文をしていたことで知られている。

## 沿革
春琴堂書店は終戦直後の1947年に久保義治、一枝の夫婦によって古書店の春琴書店として京都府京都市左京区吉田牛ノ宮町9に創業された。妻の久保一枝は1930年代に谷崎潤一郎家で5年の間、女中を務めた経験があり、『細雪』に出てくるお手伝い「お春どん」のモデルにもなった。夫の久保義治も復員後谷崎の納税関係の事務や出版社との連絡といった秘書のような仕事をするなど、夫婦共に谷崎家で働いた過去があったため、谷崎の『春琴抄』の主人公の名から店名をとり、谷崎自身が「春琴書店」と揮毫した額を送った。かつての春琴堂書店にはこの額の他にも「春琴堂の書店の主人の申すらく佐助のことく客に仕ふと」と書かれた短冊や谷崎の署名本等が残されていた。
後に京都大学により近い同町内3番地に移転し、店名も「春琴堂書店」と改めた上で新刊書店となった。以降、谷崎潤一郎は熱海に移住してからも新刊書は久保夫婦から購入し続けたが、死の一週間前の最後の注文は東京堂出版の『実存主義辞典』で、商品が届いたのは没後になってからだった。
1993年に久保義治、その4年後の1996年に久保一枝が死去。一枝の死後、遺品の中から谷崎及び谷崎の妻松子が夫婦二人に宛てた書簡が発見された。生前、久保夫婦は1943年から1965年までの期間にわたる、約百通の手紙の存在を家族にも伝えていなかったが、一枝の一周忌に公に発表された。書簡集からは谷崎の蔵書事情がわかるだけでなく、『細雪』等作品の典拠に関わる部分もあり、「文豪の新たな側面がうかがえる」、「貴重な資料」として研究者から評価され、後に谷崎潤一郎記念館から『久保家所蔵谷崎潤一郎久保義治・一枝宛書簡』の一冊にまとめられた上で出版された。
店は初代夫婦の長男一家の三人が継いだが、インターネット通販の普及によって近隣の京都大学の学生や教職員が主だった客の数が減りはじめ、経営状況が悪化した。このため、2014年に店舗を改装、売り場面積を小さくし、残ったスペースを間貸するようになった。この他、谷崎潤一郎関係の本のコーナーを復活させるなどしたが、店主夫婦の高齢化もあり、再開店から4年経った2018年の3月に閉店した。このことを報じた京都新聞の記事によれば、春琴堂書店は京都大学周辺で最後の新刊書店だったという。

## 年表
- 1935年 - 16歳の車一枝が谷崎家に奉公に入る。
- 1941年 - 一枝と義治の結婚、一枝が谷崎家から離れる。
- 1947年 - 春琴書店として創業。
- 1955年 - 店舗の移転。
- 1965年 - 谷崎潤一郎が死去。
- 1992年 - 久保義治の死。
- 1996年 - 一枝の死。
- 1997年 - 谷崎潤一郎の久保夫妻宛書簡が公表される。
- 2014年 - 経営状況の悪化に伴い、店舗の改装
- 2018年 - 閉店。